# Henney Kilowatt
.

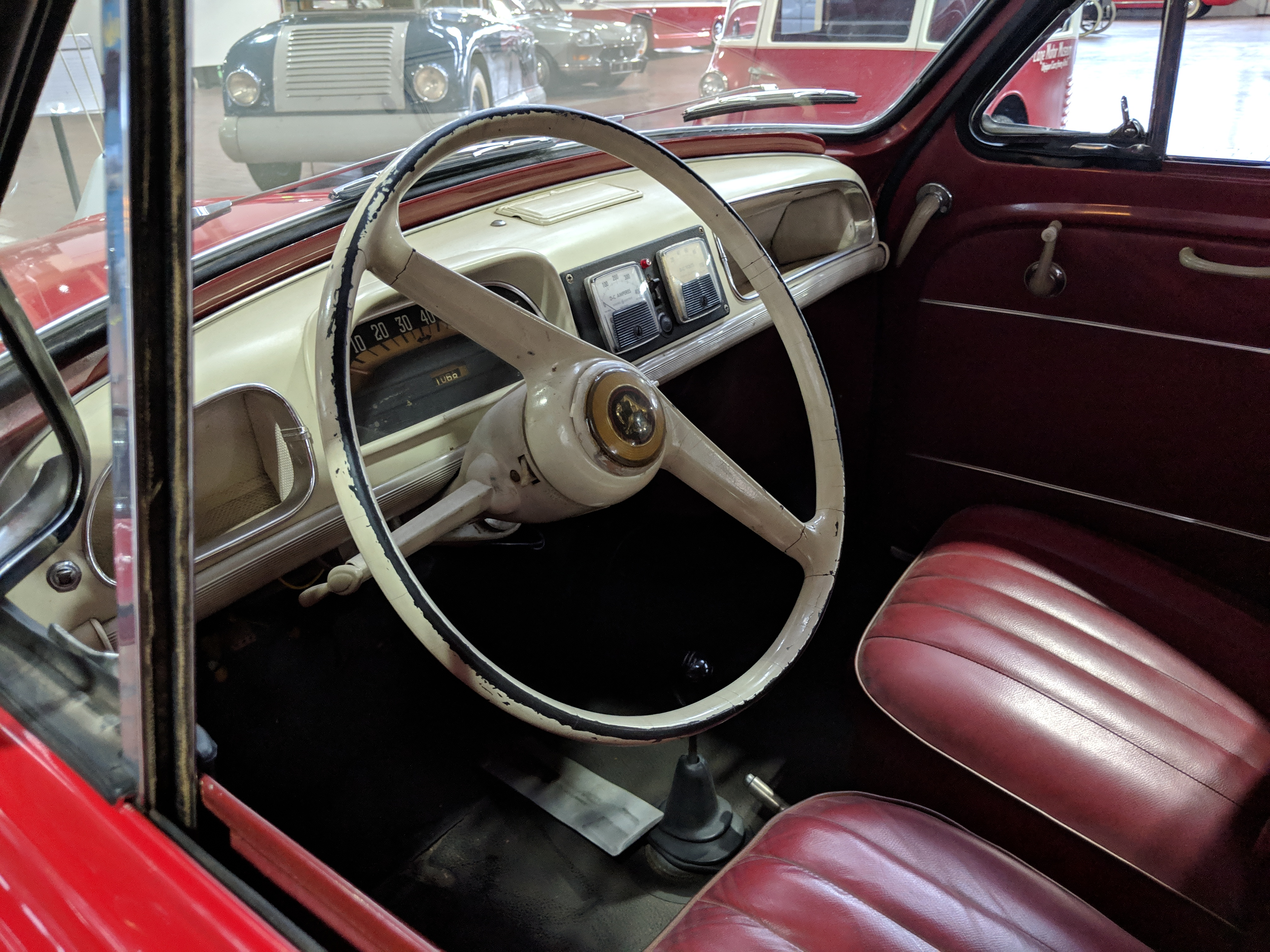
Салон. На приборной панели дополнительно установлены амперметр (слева) и вольтметр (справа)

Henney Kilowatt — электромобиль, производившийся в США в 1960-х годах с использованием кузова и других частей французского автомобиля малого класса Renault Dauphine.
Henney Kilowatt был разработан компанией National Union Electric Company в 1959 году. Он стал одним из первых современных электромобилей. Частью National Union Electric Company была компания Henney Motor Company, производившая автомобили с 1868 года. National Union Electric Company также производила свинцово-кислотные аккумуляторы, и была заинтересована в расширении рынка сбыта своих аккумуляторов. В 1974 году National Union Electric была поглощена шведской компанией Electrolux АВ.
В создании Henney Kilowatt принимал участие Виктор Воук. Воук разработал для электромобиля контроллер скорости. Henney Motor поставляла шасси и комплектующие, закупленные у Renault. Производитель пылесосов компания Eureka Williams Company поставляла электрическую часть электромобиля.
Henney Kilowatt в 1959 году на аккумуляторах напряжением 36 вольт развивал скорость 64 км/ч. Дальность пробега на одной зарядке аккумуляторов составляла около 64 км. Этого было явно недостаточно, чтобы конкурировать с автомобилями с двигателями внутреннего сгорания.
Позднее, в 1960 году, аккумуляторы заменили на 72-вольтовые (шесть аккумуляторов по 12 В). Скорость увеличилась до 97 км/ч, дальность пробега до 97 км.
Электромобили планировалось продавать по цене 3600 долларов.
Во Франции было закуплено 100 экземпляров Renault Dauphine для сборки в их кузове Henney Kilowatt. Всего было завершено постройкой 47 шт. электромобилей. Основными покупателями стали энергетические компании — производители электроэнергии. Около 15 экземпляров были проданы частным владельцам.
Компания не смогла уложиться в заявленную стоимость 3600 долл. для версии с 72-вольтовыми аккумуляторами. Продажи были прекращены в 1961 году.
В настоящее время сохранилось 4 или 8 экземпляров Henney Kilowatt.